# Bill Demong
William (Bill) Demong (Saranac Lake, 29 maart 1980) is een Amerikaanse noordse combinatieskiër. Hij vertegenwoordigde zijn vaderland op de 1998, 2002, 2006 en 2010.

## Carrière
Tijdens de Olympische Winterspelen van 1998 in Nagano eindigde Demong als vierendertigste op de Gundersen, samen met Dave Jarrett, Tim Tetreault en Todd Lodwick eindigde hij als tiende in de teamwedstrijd. Op de wereldkampioenschappen noordse combinatie 1999 eindigde de Amerikaan als achttiende op de sprint en als zevenentwintigste op de Gundersen, op de teamwedstrijd eindigde hij samen met Carl Vanloan, Todd Lodwick en Johnny Spillane op de tiende plaats. In december 1999 maakte Demong in Vuokatti zijn wereldbekerdebuut, hij scoorde direct wereldbekerpunten. In Lahti nam de Amerikaan deel aan de wereldkampioenschappen noordse combinatie 2001, op dit toernooi eindigde hij als achttiende op de Gundersen en als tweeëntwintigste op de sprint. Samen met Todd Lodwick, Matt Dayton en Johnny Spillane eindigde hij als achtste in de teamwedstrijd. Enkele weken na de wereldkampioenschappen finishte hij in het Japanse Nayoro voor de eerste maal in zijn carrière in de toptien van een wereldbekerwedstrijd. In januari 2002 boekte hij in Liberec zijn eerste wereldbekerzege. Tijdens de Olympische Winterspelen van 2002 in Salt Lake City eindigde Demong als veertiende op de sprint en als negentiende op de Gundersen, in de teamwedstrijd eindigde hij samen met Todd Lodwick, Matt Dayton en Johnny Spillane op de vierde plaats.

### 2005-heden
Nadat Demong in de seizoenen 2002/2003 en 2003/2004 geen aansprekende resultaten wist te behalen, finishte hij in januari 2005 in Liberec weer eens in de toptien. Op de wereldkampioenschappen noordse combinatie 2005 in Oberstdorf eindigde de Amerikaan als twaalfde op de Gundersen en als negentiende op de sprint, in de teamwedstrijd eindigde hij samen met Carl Vanloan, Todd Lodwick en Johnny Spillane op de vijfde plaats. Tijdens de Olympische Winterspelen van 2006 in Turijn eindigde Demong als vijftiende op de Gundersen en als vijfentwintigste op de sprint, samen met Carl Vanloan, Johnny Spillane en Todd Lodwick eindigde hij als zevende in de teamwedstrijd. 
In Sapporo nam de Amerikaan deel aan de wereldkampioenschappen noordse combinatie 2007, op dit toernooi veroverde hij de zilveren medaille op de Gundersen en eindigde hij als dertiende op de sprint. In de teamwedstrijd eindigde hij samen met Bryan Fletcher, Johnny Spillane en Eric Camerota op de negende plaats. Enkele weken na de WK won Demong voor de tweede maal in zijn carrière een wereldbekerwedstrijd, vijf jaar na zijn eerste overwinning. Op de wereldkampioenschappen noordse combinatie 2009 in Liberec veroverde de Amerikaan de wereldtitel op de grote schans, op de kleine schans sleepte hij de bronzen medaille in de wacht en op de massastart eindigde hij op de vijfde plaats. Tijdens de Olympische Winterspelen 2010 in Vancouver veroverde Demong de gouden medaille op de grote schans, op de normale schans eindigde hij op de zesde plaats. In de landenwedstrijd legde hij samen met Brett Camerota, Todd Lodwick en Johnny Spillane beslag op de zilveren medaille.
In Oslo nam de Amerikaan deel aan de wereldkampioenschappen noordse combinatie 2011. Op dit toernooi eindigde hij als zesde op de grote schans en als zevende op de normale schans. Samen met Bryan Fletcher, Johnny Spillan en Todd Lodwick eindigde hij als vierde in de landenwedstrijd van de normale schans en als zesde in de landenwedstrijd van de grote schans. Op de wereldkampioenschappen noordse combinatie 2013 in Val di Fiemme eindigde Demong als vijftiende op de grote schans en als 23e op de normale schans. In de landenwedstrijd sleepte hij samen met Taylor Fletcher, Bryan Fletcher en Todd Lodwick de bronzen medaille in de wacht, op het onderdeel teamsprint eindigde hij samen met Taylor Fletcher op de zesde plaats.

## Resultaten

### Olympische Spelen
| Jaar | Plaats         | Resultaten                                    |
| ---- | -------------- | --------------------------------------------- |
| 1998 | Nagano         | 34e 15 km Gundersen 10e Team                  |
| 2002 | Salt Lake City | 14e 7,5 km Sprint 19e 15 km Gundersen 4e Team |
| 2006 | Turijn         | 15e 15 km Gundersen 25e 7,5 km Sprint 7e Team |
| 2010 | Vancouver      | Gundersen LH · 6e Gundersen NH · Team         |

### Wereldkampioenschappen
| Jaar | Plaats        | Resultaten                                                 |
| ---- | ------------- | ---------------------------------------------------------- |
| 1999 | Ramsau        | 18e 7,5 km Sprint 27e 15 km Gundersen 10e Team             |
| 2001 | Lahti         | 18e 15 km Gundersen 22e 7,5 km Sprint 8e Team              |
| 2005 | Oberstdorf    | 12e 15 km Gundersen 19e 7,5 km Sprint 5e Team              |
| 2007 | Sapporo       | 15 km Gundersen · 13e 7,5 km Sprint · 9e Team              |
| 2009 | Liberec       | Gundersen LH · Gundersen NH · 5e Massastart                |
| 2011 | Oslo          | 6e Gundersen LH 7e Gundersen NH 4e Team NH 6e Team LH      |
| 2013 | Val di Fiemme | 23e Gundersen NH · 15e Gundersen LH · Team · 6e Teamsprint |

### Wereldbeker
Eindklasseringen
| Seizoen   | Plaats |
| --------- | ------ |
| 1998/1999 | 53e    |
| 1999/2000 | 41e    |
| 2000/2001 | 16e    |
| 2001/2002 | 10e    |
| 2004/2005 | 17e    |
| 2005/2006 | 24e    |
| 2006/2007 | 11e    |
| 2007/2008 | Brons  |
| 2008/2009 | Brons  |
| 2009/2010 | 12e    |
| 2010/2011 | 44e    |
| 2011/2012 | 20e    |
| 2012/2013 | 37e    |

Wereldbekerzeges
| Datum            | Plaats        | Onderdeel       |
| ---------------- | ------------- | --------------- |
| 19 januari 2002  | Liberec       | 15 km Gundersen |
| 9 maart 2007     | Lahti         | 15 km Gundersen |
| 8 december 2007  | Trondheim     | 15 km Gundersen |
| 20 december 2008 | Ramsau        | 10 km Gundersen |
| 16 januari 2009  | Whistler      | 10 km Gundersen |
| 15 februari 2009 | Klingenthal   | 10 km Gundersen |
| 6 maart 2009     | Lahti         | 10 km Gundersen |
| 15 maart 2009    | Vikersund     | 10 km Gundersen |
| 10 januari 2010  | Val di Fiemme | 9 km Gundersen  |